# G-Unit
A G-Unit egy rapegyüttes. Tagjai: 50 Cent, Lloyd Banks, Tony Yayo és Young Buck. 2003-ban alapította 50 Cent.

## G-Unit tagjai
- 50 Cent
- Lloyd Banks
- Tony Yayo

## Korábbi tagok
- The Game
- Young Buck

## DJ-k és producerek
- DJ Whoo Kid
- Nick Speed
- Sha Money XL
- Lab Ox
- Vitamin D
- DJ Pauly D

## Kiadó tagok
- Spider Loc
- Olivia
- Mobb Deep
- Young Hot Rod

## G-Unit Records
A G-Unit Records egy 2003-ban alapított amerikai lemezkiadó, amely 50 Cent és menedzsere, Sha Money XL tulajdonában van. A cég az Universal Music Group's Interscope Records tagja. Székhelye Rochester, New York. 50 Cent, a Get Rich Or Die Tryen' lemeze után egyre nagyobb sikereket ért el, ezért Dr. Dre felajánlotta neki, hogy dolgozzon együtt és vegye be a csapatába The Game-et. A nagy sikerű lemezek sora után több nagy rapper és művész is csatlakozott a kiadóhoz, mint Mobb Deep, a M.O.P., Spider Loc, Lil' Scrappy, Olivia, Young Hot Rod, Mazaradi Fox, Nyce vagy éppen, Ma$e.

### G-Unit albumok
| Borító | Album információ |
| ------ | --- |
|        | Beg for Mercy - Megjelent: 2003. november 14. - Toplista helyezés: #2 - RIAA helyezés: 2x platina - U.S. eladás: 2.0 millió - Világszerte eladva: 4.1 millió - Kislemezek: "Stunt 101", "Poppin' Them Thangs", "Wanna Get To Know You", "Smile" |
|        | Terminate on Sight - Megjelenés: 2008. július 1. - Toplista helyezés: 4 - RIAA helyezés: - - U.S. eladás: 241,000 - Világszerte eladva: - - Kislemezek: "I Like the Way She Do It", "Rider Pt. 2"                                               |

### Kislemezek
| Év   | Szám                                              | U.S. Hot 100 | U.S. R&B | U.S. Rap | UK singles | Album                     |
| ---- | ------------------------------------------------- | ------------ | -------- | -------- | ---------- | ------------------------- |
| 2003 | "Stunt 101"                                       | 11           | 7        | 5        | 25         | Beg for Mercy             |
| 2003 | "Poppin' Them Thangs"                             | 10           | 6        | 3        | 15         | Beg for Mercy             |
| 2004 | "Wanna Get To Know You" (featuring Joe)           | 13           | 8        | 5        | 21         | Beg for Mercy             |
| 2004 | "Smile"                                           | -            | -        | -        | -          | Beg for Mercy             |
| 2004 | "Ride Wit' U" (Joe featuring G-Unit)              | 56           | 22       | -        | 3          | And Then…                 |
| 2008 | "I Like the Way She Do It" (featuring Young Buck) | 95           | 54       | 23       | -          | T.O.S: Terminate on Sight |
| 2008 | "Rider Pt. 2" (featuring Young Buck)              | 122          | 83       | -        | -          | T.O.S: Terminate on Sight |

## Díjak

### Vibe Awards
- 2004 - Legjobb Csapat - G-Unit

### AVN Awards
- 2005 - Legjobb Interaktív DVD - Groupie Love
- 2005 - Legjobb Zene - Groupie Love by Lloyd Banks